# Venturia carpophila
Venturia carpophila E.E. Fisher – gatunek grzybów z rodziny Venturiaceae. Mikroskopijny grzyb pasożytniczy.

## Systematyka i nazewnictwo
Pozycja w klasyfikacji według Index Fungorum: Venturiaceae, Venturiales, Pleosporomycetidae, Dothideomycetes, Pezizomycotina, Ascomycota, Fungi.
Po raz pierwszy opisała go Eilen E. Fisher w 1961 r. Synonimy:

- Cladosporium carpophilum Thüm. 1877
- Fusicladium amygdali Ducomet 1911
- Fusicladium carpophilum (Thüm.) Oudem. 1900
- Fusicladium pruni Ducomet 1907
- Fusicladosporium carpophilum (Thüm.) Partr. & Morgan-Jones 2003
- Megacladosporium carpophilum (Thüm.) Vienn.-Bourg. 1949[2].

## Morfologia i rozwój
Pseudotecja rozwijają się w tkance liścia. W stanie dojrzałym są kuliste lub prawie kuliste, z ostiolą, brązowe, o średnicy 60–160 µm. Worki workowate, cylindryczne, bitunikowe, 8-zarodnikowe, o wymiarach 45–60 × 5-6 µm. Askospory oliwkowe, dwukomórkowe, górna komórka jest szersza niż dolna, zwężająca się komórka. Mają wymiar 12–16 × 3–5 µm. Anamorfa w hodowli na sztucznym podłożu w postaci watowatej kolonii lub punkcikowato, ciemnooliwkowobrązowa, aksamitna. Grzybnia rozwija się pod skórką lub pod naskórkiem żywiciela. Strzępki oliwkowe, septowane, rozgałęzione, tworzące pod naskórkiem warstwę pseudoparenchymy. Konidiofory makronematyczne lub drobnoziarniste, proste lub rozgałęzione w kierunku wierzchołka, proste lub pofałdowane, blade do oliwkowobrązowych, o długości do 100 µm i średnicy 4-6 µm, czasami nabrzmiałe u podstawy. Konidia powstają pojedynczo lub częściej w prostych lub rozgałęzionych łańcuchach po 3-4, zwłaszcza w kulturze, przeważnie cylindryczne do wrzecionowatych, sporadycznie nieco maczugowate, z wystającymi bliznami na jednym lub obu końcach, jednokomórkowe, jasnooliwkowobrązowe, gładkie do delikatnie brodawkowatych, o długości do 32 µm i szerokości 6–5 µm.
Grzybnia patogenu zimuje na porażonych pędach. Wiosną wytwarza zarodniki konidialne, które roznoszone przez wiatr podczas deszczu dokonują infekcji pierwotnych owoców. Zarodniki kiełkują w kropli wody, tworząc grzybnię pomiędzy nabłonkiem a skórką. Bardzo młode zawiązki owoców nie są porażane, gdyż obficie pokryte są kutnerem utrudniającym kontakt zarodników z ich skórką. Grzybnia o oliwkowej barwie wytwarza podkładki, na których powstają konidia. W pełni sezonu wegetacyjnego dokonują one infekcji wtórnych owoców, liści i młodych pędów.
W Polsce występuje głównie na brzoskwiniach, wywołując grzybową chorobę roślin o nazwie parch brzoskwini. Poraża ona owoce, liście i niezdrewniałe pędy. Czasem poraża także morele, śliwy i migdałowca.